# 海淀堂

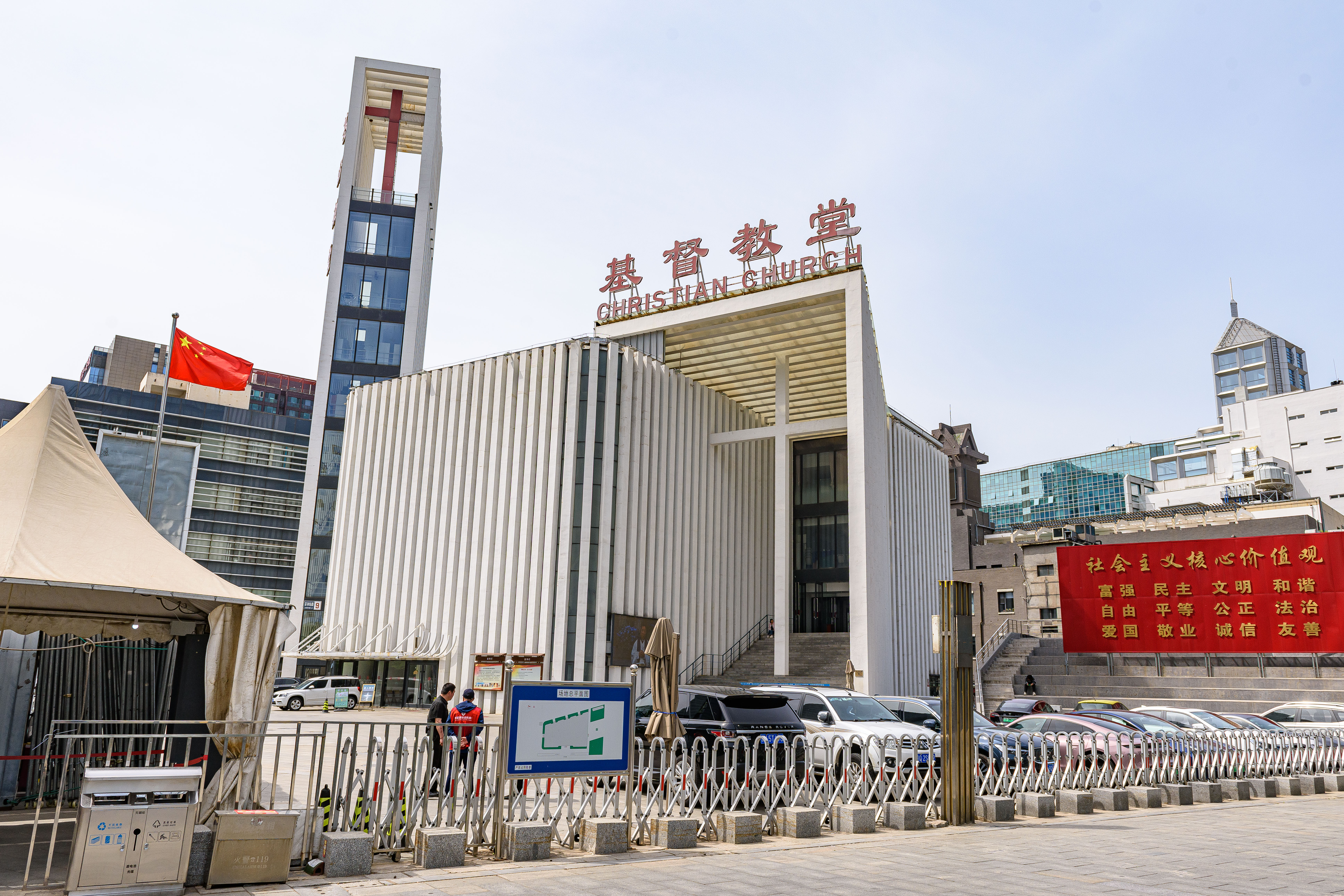
海淀教会の外観

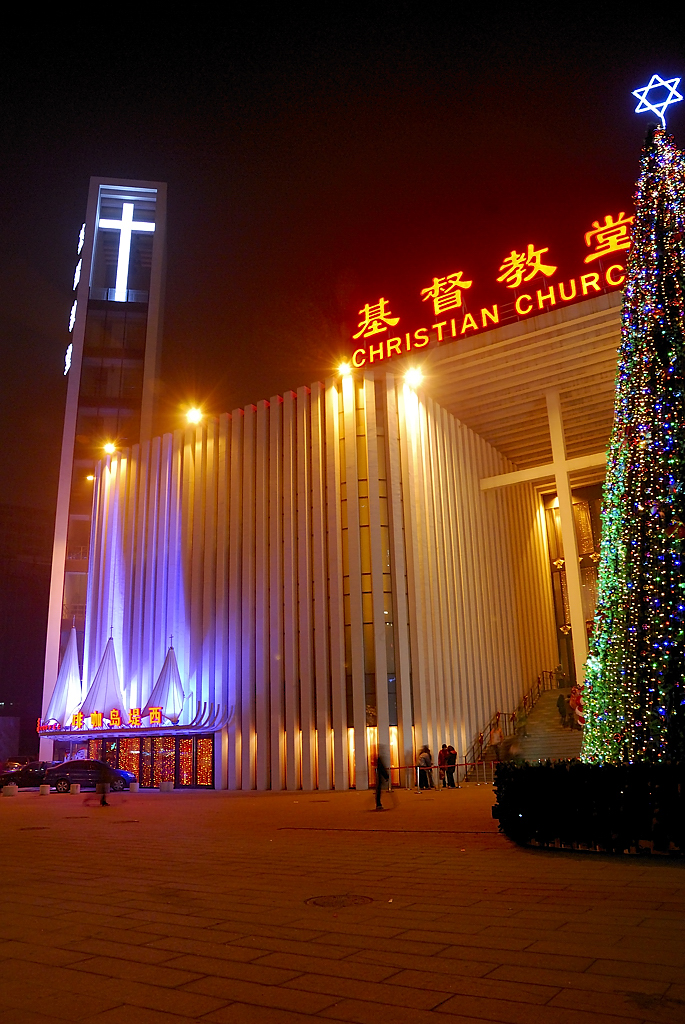
海淀教会の夜景

海淀堂（かいでんどう、中国語: 海淀堂、英語: Haidian Church）は、中華人民共和国北京市海淀区彩和坊路9号にあるプロテスタント教会で、ここは中関村ハイテクパークの隣りである。

## 概要
海淀堂は会衆派教会の伝道所として始まり、「海淀中華基督教会」と称した。1933年6月には洩水湖10号に大礼拜堂を建設して、当時の信徒は500人位であった。
1950年代には教会活動を停止して、文化大革命後の1984年には教会を取り戻し、1985年5月12日から中国基督教協会 の海淀教会として再スタートした。2003年には、中関村西地区の改造計画のため取り壊されて、一時的に西大街39号の書店に引っ越した。
2005年8月1日にはドイツのゲルカン・マルク・アンド・パートナーの「ノアの箱舟と教会一致」設計で教会堂の建設が始まり、2007年5月31日に落成して、献堂式が挙行された。新教会堂は面積4,000平方メートルで、日曜礼拝は４回に分けて行われている。

## 参照項目
- 中国のキリスト教
- 中国基督教協会
- 愛徳基金会
- 北京珠市口堂
- 上海国際礼拝堂